# Martin Staszko
Martin Staszko (* 22. Juni 1976 in Třinec) ist ein professioneller tschechischer Pokerspieler.

## Persönliches
Staszkos Vater arbeitete bei den Eisen- und Stahlwerken von Třinec, seine Mutter war eine Apothekerin. An seiner Schule hielt Martin Staszko 15 Jahre lang die Rekorde im Weitsprung und Langlauf. Später studierte er an der Technischen Universität in Ostrava, wo er die Darts-Meisterschaft gewann. Staszko spielte das in Tschechien und der Slowakei populäre Kartenspiel Mariáš sowie von 1998 bis 2006 Schach. Dabei erreichte er eine Spielstärke von bis zu 2086 Elo. Er arbeitete bei Hyundai als Fahrzeuglackierer, gab den Beruf allerdings für seine Pokerkarriere auf. Staszko lebt in Třinec.

## Pokerkarriere

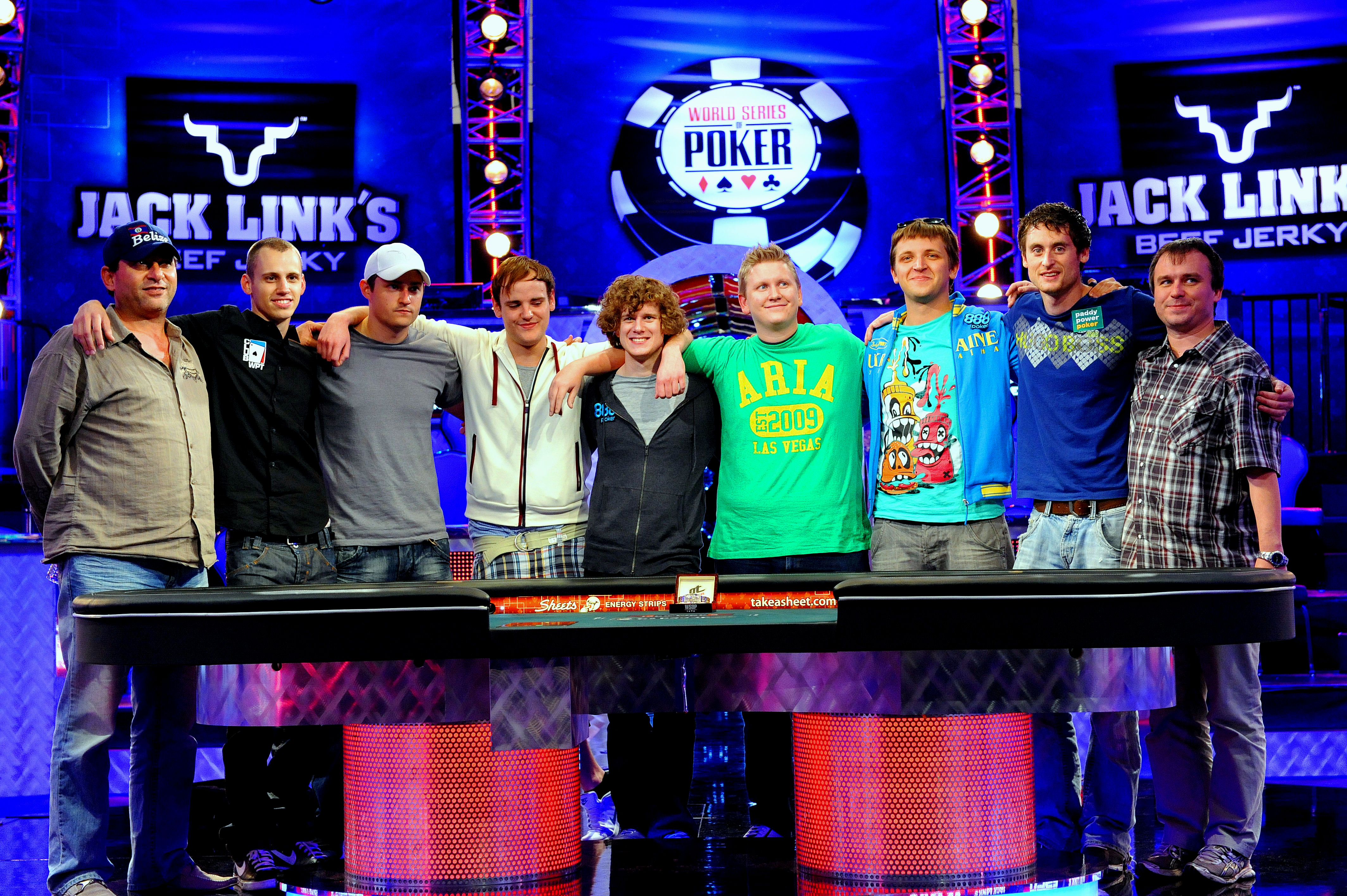
Staszko (ganz rechts) als Teil der November Nine 2011

Staszko begann im Jahr 2007 unter dem Nickname filfedra Onlinepoker zu spielen, nachdem er ein Event der European Poker Tour (EPT) im Fernsehen gesehen hatte. Sein Spiel verbesserte er mit dem Lesen von Pokerbüchern. Von 2008 bis 2011 verdiente Staszko mehr als 200.000 US-Dollar auf der Plattform PokerStars.
Im Januar 2010 war er auch erstmals bei einem renommierten Live-Turnier erfolgreich und belegte beim EPT-Main-Event im französischen Deauville den elften Platz für 35.000 Euro Preisgeld. Im Sommer 2011 spielte er bei der World Series of Poker (WSOP) im Rio All-Suite Hotel and Casino am Las Vegas Strip und platzierte sich bereits viermal im Geld, bevor er ab dem 7. Juli 2011 als einer von 6865 Spielern am Main Event teilnahm. Dort erreichte Staszko als erster Tscheche mit dem größten Chipstack den Finaltisch, der ab dem 8. November 2011 ausgespielt wurde. Staszko landete dort nach finalem Heads-Up gegen den Deutschen Pius Heinz auf dem zweiten Platz und erhielt dafür ein Preisgeld in Höhe von knapp 5,5 Millionen US-Dollar.
Auch seit diesem Erfolg spielt Staszko noch regelmäßig bei der WSOP und hat inzwischen 42 Geldplatzierungen aufzuweisen. Anfang Dezember 2015 belegte er beim Main Event der Eureka Poker Tour in Prag den zweiten Platz und erhielt mehr als 170.000 Euro.
Insgesamt hat sich Staszko mit Poker bei Live-Turnieren mehr als 6 Millionen US-Dollar erspielt und ist damit nach Martin Kabrhel der zweiterfolgreichste tschechische Pokerspieler.